# Oradour, Charente
Oradour är en kommun i departementet Charente i regionen Nouvelle-Aquitaine i västra Frankrike. Kommunen ligger  i kantonen Aigre som ligger i arrondissementet Confolens. År 2022 hade Oradour 155 invånare.

## Befolkningsutveckling
Antalet invånare i kommunen Oradour
Referens:INSEE